# Włodkowice
Włodkowice (do 1945 r. niem. Wilhelmshöhe) – wieś w Polsce położona w województwie zachodniopomorskim, w powiecie gryfińskim, w gminie Gryfino.
W latach 1975–1998 miejscowość administracyjnie należała do województwa szczecińskiego.